# 斯特凡·赫罗陶斯
斯特凡·赫罗陶斯（荷蘭語：Stefan Groothuis，1981年11月23日—），荷兰男子速度滑冰运动员。他曾代表荷兰获得2014年冬季奥运会速度滑冰比赛男子1000米金牌。他也参加了2006年和2010年冬季奥运会。